# Haifa Theater

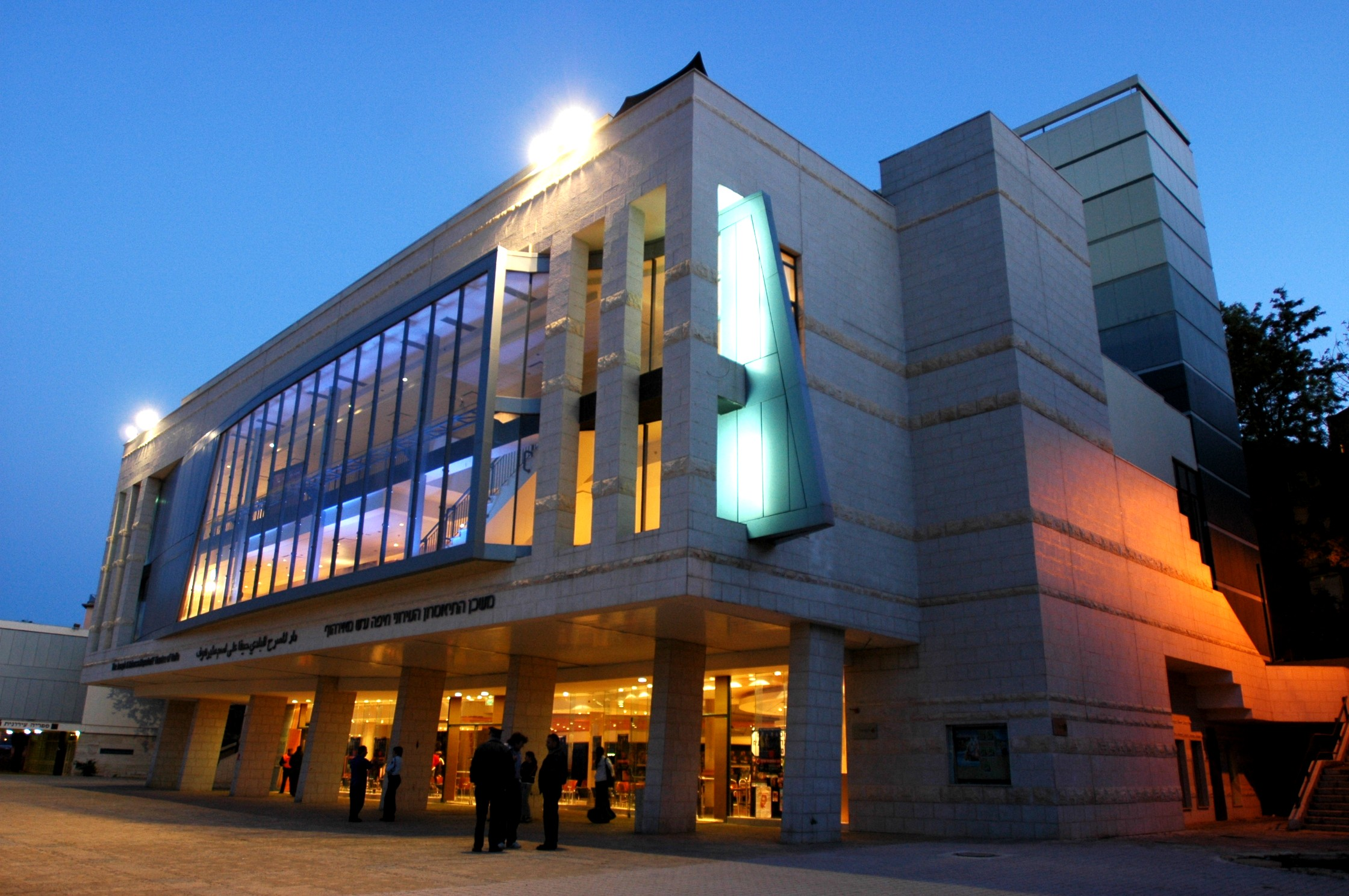
Haifa Theater

Das Haifa Theater (hebräisch תֵּאַטְרוֹן חֵיפָה Teʾaṭrōn Chejfah; plene auch תיאטרון) ist das städtische Theater in Haifa, Israel.
Das Haifa Theater wurde gegründet von Abba Chuschi, Bürgermeister von Haifa. Das 1961 gegründete Haifa-Theater beschäftigt jüdische und arabische Schauspieler und genießt einen internationalen Ruf für die Aufführung provokativer Werke. Sein erster Regisseur war Josef Milo. Dieses Theater war das erste städtische Theater in Israel und das erste, das eine Marketingkampagne zur Förderung von Saisonkarten einsetzte. Ziel ist es, die Anwohner für Theaterkreativität zu begeistern und das kulturelle Bewusstsein in der Stadt zu stärken. Das Haifa Theater fördert alle Formen von Theaterproduktionen. Es dient als Sprungbrett für israelische Dramatiker und Produzenten und ermutigt zu originellen Werken.
Die Truppe führt acht bis zehn Stücke pro Jahr vor über 30.000 Zuschauern auf. Es tritt in Städten, Kibbuzim und Ortschaften in ganz Israel auf und präsentiert regelmäßig Werke des modernen Theaters in hebräischer und arabischer Sprache.
Einige israelische Schriftsteller, die ihre berufliche Karriere in diesem Theater begonnen haben, sind Hanoch Levin, Jehoschua Sobol und Abraham B. Jehoshua.